# Jecosh
Jecosh es un sitio arqueológico ubicado en la Provincia de Recuay, Distrito de Ticapampa, aproximadamente sobre los 3,649msnm.

## Descripción
Este monumento histórico se halla ubicado en Castillo Pampa, terreno macizo, consistente, plano y amplio, comprensión del Caserío de Poccrac, Distrito de Ticapampa, Provincia de Recuay, donde se observan construcciones subterráneas con muchas ramificaciones o laberinto; primeramente cabe destacar la existencia de un Castillo pequeño construido a base de piedras; tal vez haya sido un mirador o un balcón sagrado de allí el nombre de Castillo Pampa; al lado del castillo hay construcciones estratégicas subterráneas en forma de cruz que señala los cuatro puntos cardinales: Norte, Sur, Este y Oeste; otras construcciones subterráneas están al lado este y oeste del Castillo.

## Antecedentes
Según la tradición popular, relatos que hacían nuestros antepasados, que en el centro de este Castillo Pampa existen construcciones subterráneas que rodean a una pequeña plaza circular y una pileta de oro botando agua pura; se duda de su existencia.
Otro relato popular es referente a las piedras de gran tamaño movibles tendidas en fila que venían con destino a esta ruina como se ve en los lugares como: Mismi, Kaka Cancha Matara y Chacay Pampa, que dichas piedras rodaban por poder sobrehumano con destino a Castillo Pampa para construir una ciudadela grande como Chavín de Huántar, pero por acciones bélicas con los habitantes de las ruinas de Rapish - Cátac se quedó en el camino; estas piedras se observa caminando por camino de herradura que pasa por el Caserío de Poccrac con dirección a la laguna Querococha, otro lugar más estratégico es el cerro de Cochapampa que queda al este de las ruinas de Jecosh de donde se observa el panorama de esas piedras en hilera.

## Características
El área de la ruina es grande, lo que le caracteriza es su arquitectura, por la manera que hayan recolectado infinidad de piedras medianas para levantar la estructura, rectangular y circular, que se ve superpuestas artísticamente, y las lajas para el techado, lo que a la fecha desafían al tiempo y a las inclemencias de la naturaleza.
El área de la ruina es grande, lo que le caracteriza es su arquitectura, por la manera que hayan recolectado infinidad de piedras medianas para levantar la estructura, rectangular y circular, que se ve superpuestas artísticamente, y las lajas para el techado, lo que a la fecha desafían al tiempo y a las inclemencias de la naturaleza.
Al este del Castillo hay un otero llamado KUMUSH PUNTA, donde existe un cementerio, construcciones superficiales; según tradición era un lugar estratégico en casos de guerra.
Las ruinas de JEKOSH tenía un canal de irrigación que venían desde las aguas de Querococha lo cual se ve claramente que parte de una asequia cerca de la laguna pasa por Cruz Punta, cruza los riachuelos de MISMI y MATARA, luego trascurriendo su curso por PACHAN CANCHA, CHACAY PUNCU, TEMBLADERA llegando a CASTILLO PAMPA para el consumo humano y para regar esas inmensas pampas de JEKOSH.
Las ruinas de Jekosh recibe a través de los años visitas de los escolares, profesores, personas naturales.
Al hacer referencia de las ruinas no se está exagerando o ponderando más allá de la verdad a excepción de dos relatos que se han considerado, por lo que no dejemos de visitar los atractivos compartimientos subterráneos de los cuales muchos se han obstruido.

## Rutas de acceso

### Vía carretera
1. Parte de Poccrac Kuchu-Caserío de Poccrac- Castillo Pampa.
2. Parte de Llullucachi-primera y segunda plataforma de Jecosh-Castillo Pampa

### Vía caminos de herradura
1. Partiendo de la ciudad de Ticapampa cruzar el puente colgante, pasar por los Caseríos de Compina- Llullucachi, luego subir por las laderas de la quebrada Ungayo-Castilo Pampa.
2. Saliendo de la ciudad de Recuay cruzar el puente Velasco o el puente colgante, Poccrac Cuchu subir por las laderas de Sermina Pata, primera y segunda plataforma de Jecosh- Castillo Pampa.